# Hyphessobrycon paucilepis
Hyphessobrycon paucilepis es una especie de peces de la familia Characidae en el orden de los Characiformes.

## Morfología
Los machos pueden llegar alcanzar los 2,9 cm de longitud total.
- Número de  vértebras: 32.[1]

## Hábitat
Vive en zonas de clima tropical.

## Distribución geográfica
Se encuentran en Sudamérica: estado de Lara (norte de Venezuela).